# Sotabarba

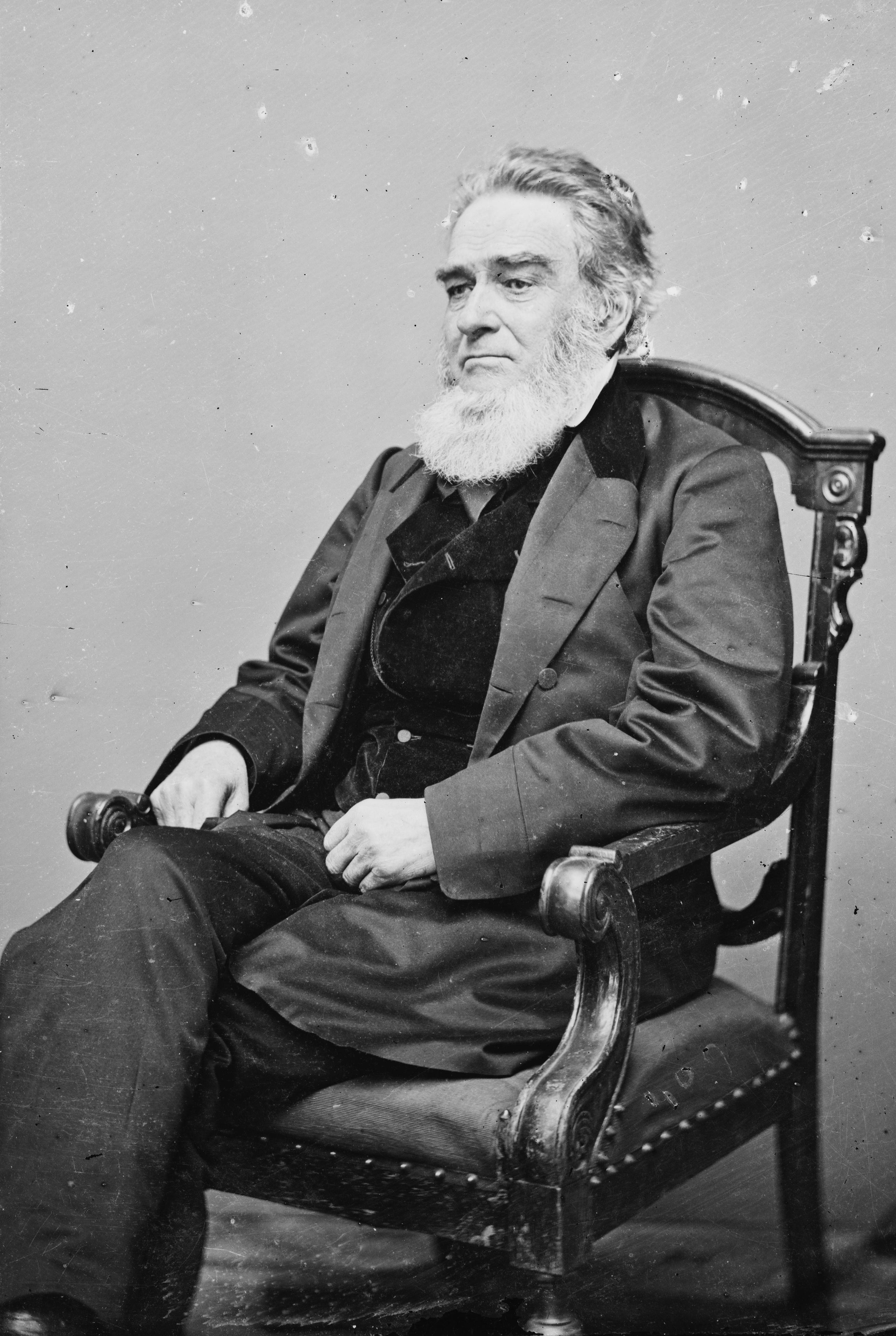
El abogado y político estadounidense Edward Bates llevando sotabarba; 1855.

La sotabarba o barba marinera, es un estilo de vello facial.
En este tipo de barba, el vello sobre la mandíbula y barbilla se deja crecer uniéndose a las patillas, mientras el vello lateral y el bigote se afeitan. Dependiendo del estilo buscado, hay variantes sutiles. La barba de cortina, popularizada en Estados Unidos por el presidente Abraham Lincoln, cubre la barbilla por completo, la barba de pala es similar pero se deja más larga, y en la variante shenandoah se deja igual pero aun más larga y suelta.
En la antigüedad, una sotabarba larga y cortada en punta fue característica de los pueblos fenicio-cananeos, acompañando al cabello suelto y largo, en contraste con los asirios y babilonios que llevaban barba completa larga (y también en rizos) y el cabello también largo pero artificialmente rizado con tenacillas calentadas. Similar sotabarba en punta combinada con cabello largo se observa en el Egipto predinástico, en la Grecia del periodo arcaico (siglos IX-VI a. C.) y entre los etruscos.
La sotabarba recortada y redonda volvió a verse en Occidente cuando regresó la moda de barbas y bigotes a partir de 1820; se hizo popular entre los marineros decimonónicos, de ahí que a veces se la llamara barba de marinero o de ballenero.
Este estilo de barba es popular entre los seguidores de ciertas sectas del Islam, pues creen que era así como el profeta Mahoma llevaba su barba, citando el hadiz compilado por Muhammad al-Bukhari: "Corta el bigote y deja la barba".
En los Estados Unidos, este estilo de barba es común entre los varones Amish casados. Normalmente, se dejan crecer la barba después del bautismo, que celebran de adultos, pero afeitándose el bigote y laterales.

## Galería

Abraham Lincoln con sotabarba, variante de cortina.
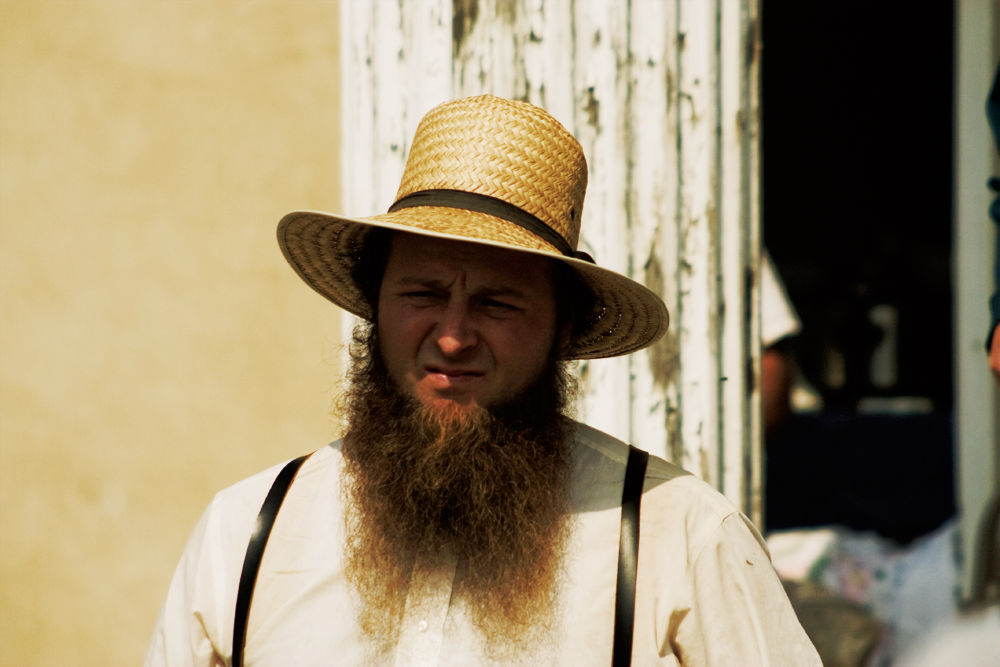
Un hombre amish con sotabarba.
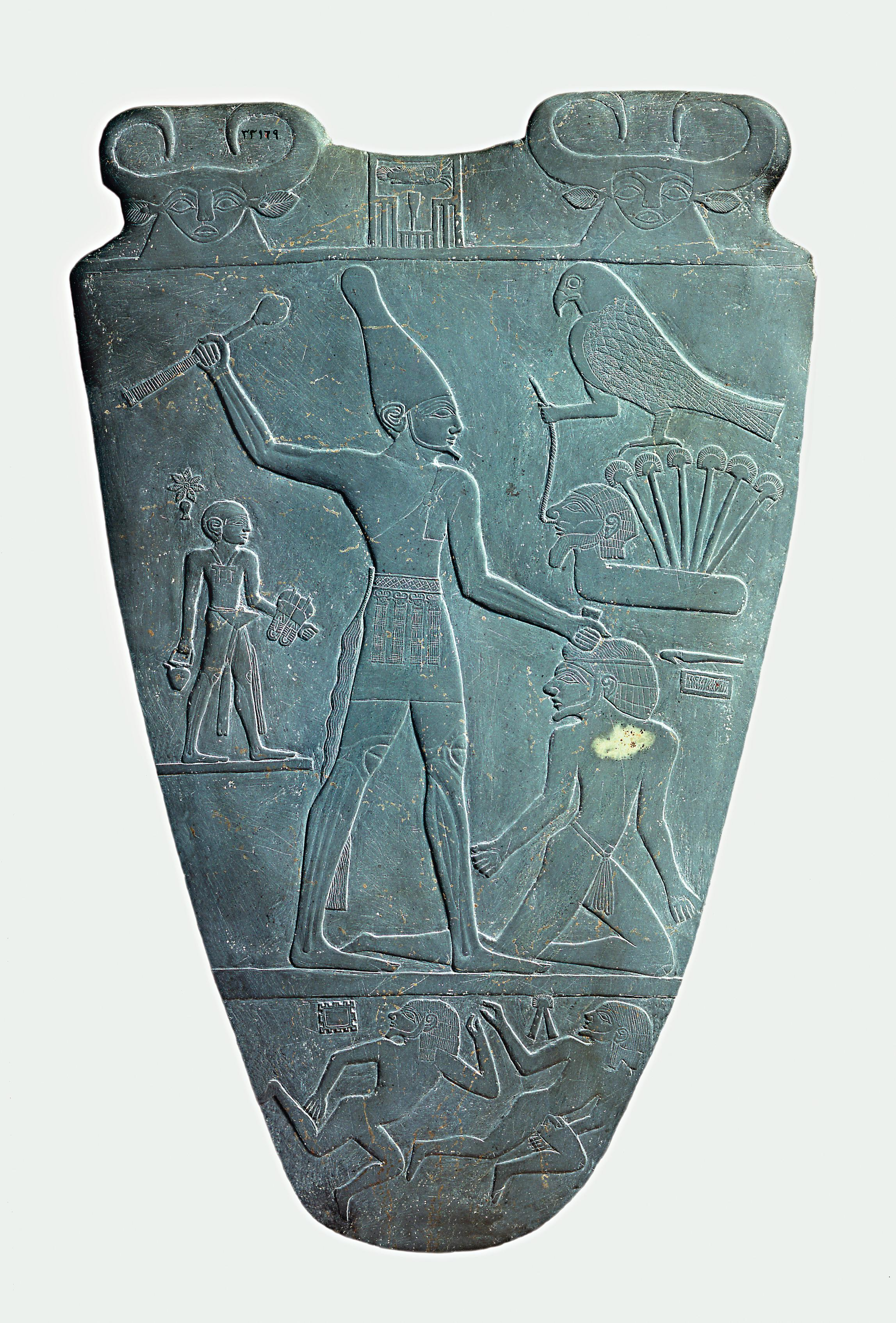
Paleta del rey Narmer, aprox. 3000 a. C.
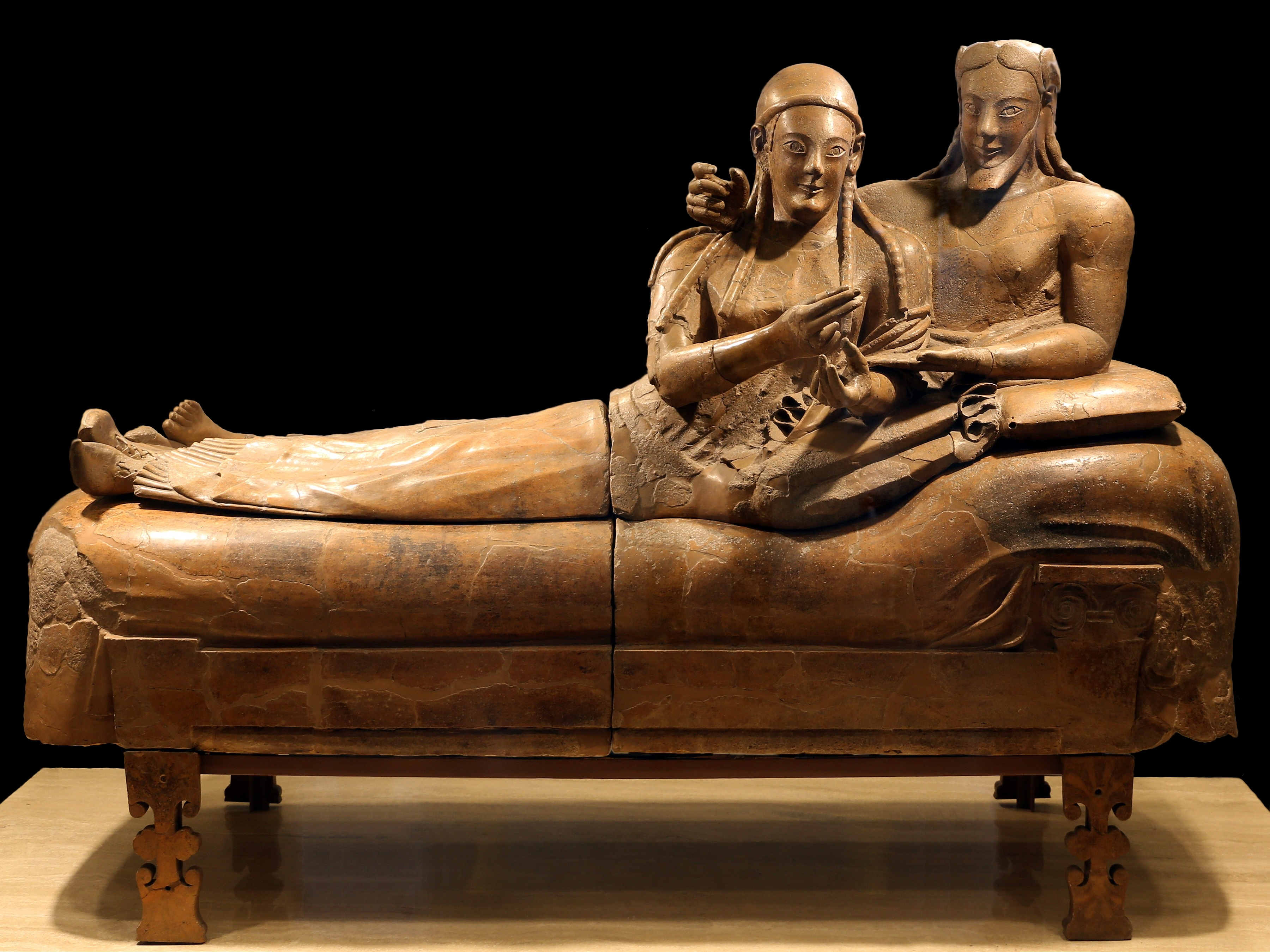
Sarcófago etrusco de los Esposos, finales del siglo VI a. C.
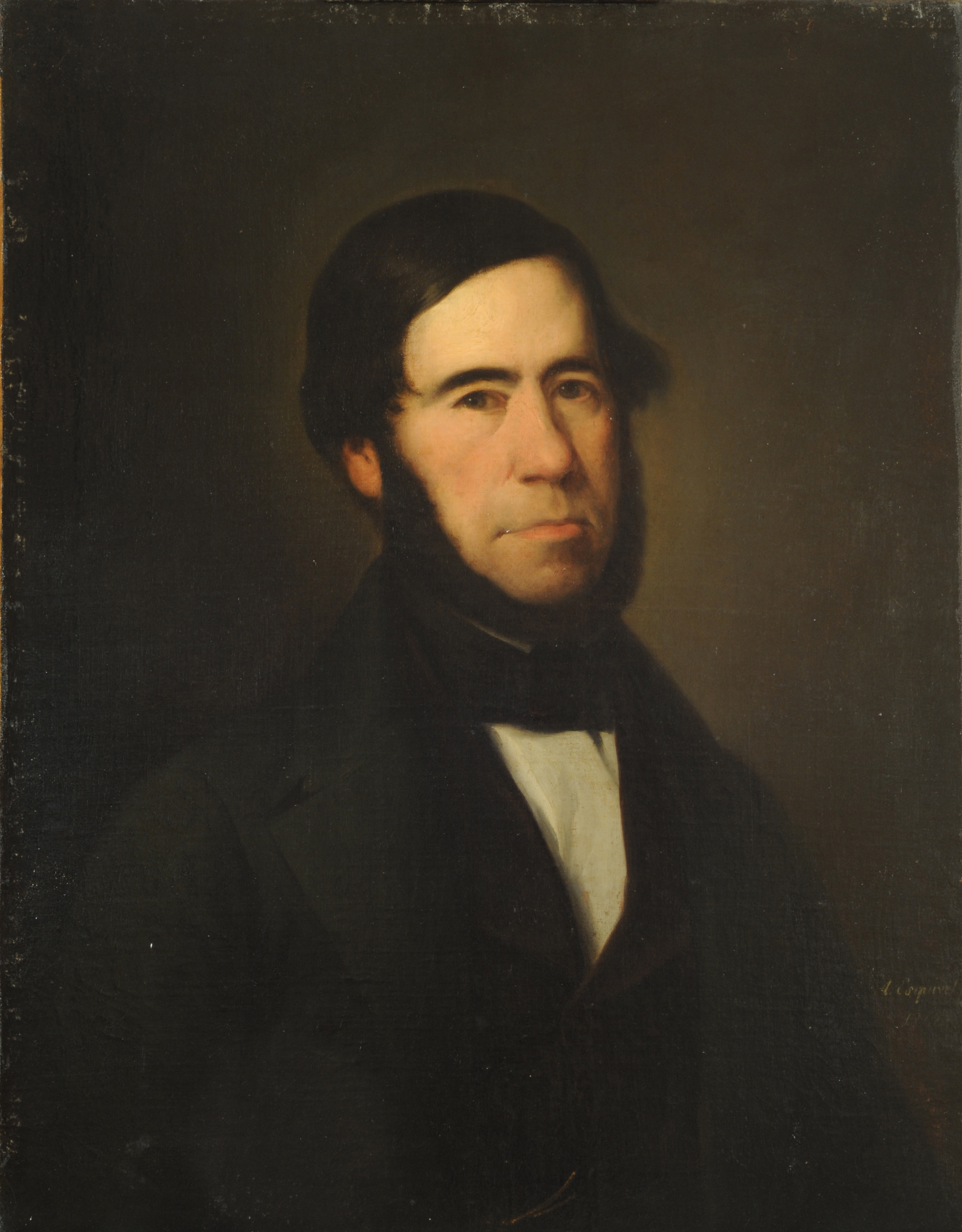
Retrato de Don Manuel José de Guerrico, de Antonio María Esquivel; 1842.
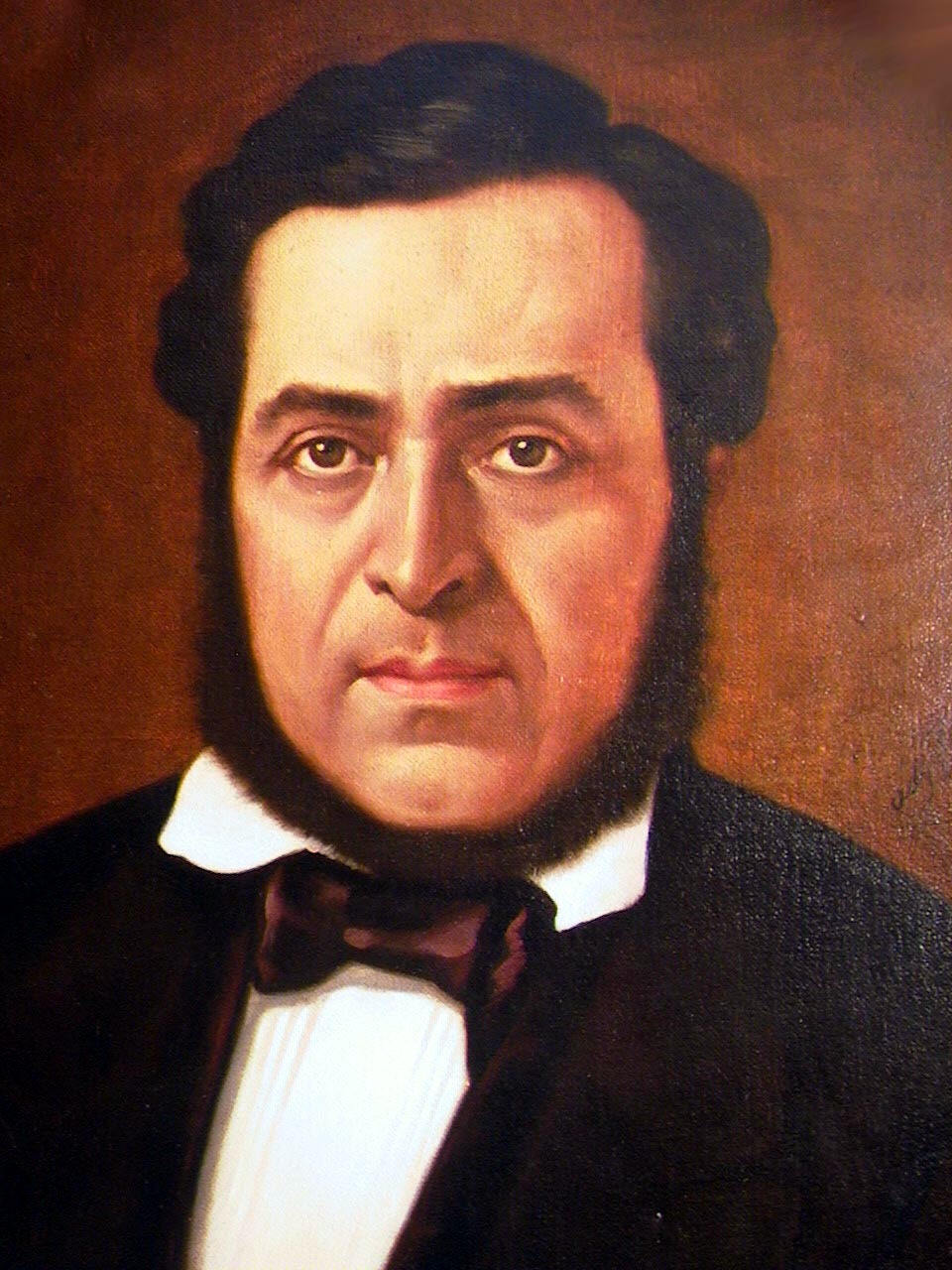
Retrato de Juan Rafael Mora Porras por Aquiles Bigot.
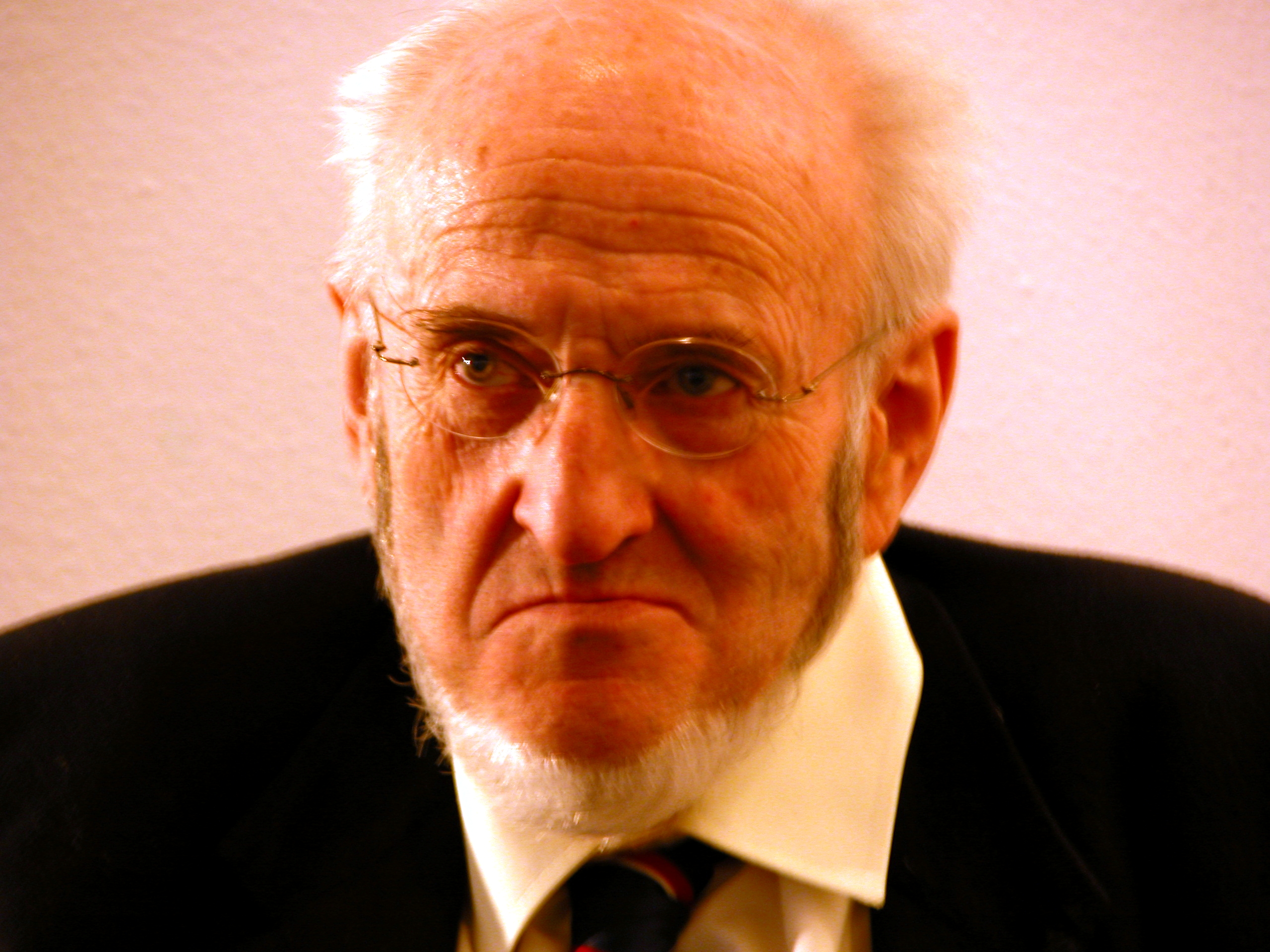
El escritor y activista español Álvaro Pombo con su característica sotabarba.